# Liste der Monuments historiques in Cestas
Die Liste der Monuments historiques in Cestas führt die Monuments historiques in der französischen Gemeinde Cestas auf.

## Liste der Bauwerke
| Bezeichnung       | Beschreibung | Standort | Kennzeichnung | Schutzstatus | Datum | Bild |
| ----------------- | ------------ | -------- | ------------- | ------------ | ----- | ---- |
| Schloss Haussmann | Erbaut 1863  | (Lage)   | PA00083518    | Inscrit      | 1975  |      |